# Mitrídates II do Ponto
Mitrídates II foi um rei do Ponto.

## Nome
Mitridates (Μιθριδάτης, Mithridátēs), Mitradates (Μιθραδάτης, Mithradátēs), Meredates (Μερεδατης, Meredatēs), Meerdates (Meherdates) são as variantes gregas do persa antigo Mitradata (*Miθra-dāta-), "dado por Mitra". O nome foi registrado em parta (𐭌𐭕𐭓𐭃𐭕), persa médio e armênio (Միհրդատ) como Mirdate (Mihrdāt), em aramaico como Mitredate ("Mitredat", mtrdt) e em persa novo como Merdade (مهرداد, Mehrdâd).

## Vida
Mitrídates clamava descendência de um dos sete persas que haviam matado o Magus, e cuja família havia preservado o reino do Ponto dado a eles por Dario.
Mitrídates era filho de Ariobarzanes, e tornou-se rei ainda menor, quando seu pai morreu. Seu pai estava em guerra com os gauleses, e este trataram Mitrídates com desprezo, e devastaram seu reino.
A cidade de Heracleia Pôntica enviou ajuda de alimento para o Reino do Ponto, e os gauleses, que já haviam lutado antes contra Heracleia, atacaram de novo, até que os seus habitantes pagaram 5.000 peças de ouro aos gauleses, e 200 peças para cada líder.
Ele se casou com uma filha de Antíoco II Theos e Laódice, filha de Aqueu. Esta filha de Antíoco II provavelmente se chamava Laódice.
Sua filha Laódice casou-se com Antíoco III Magno. Antíoco III Magno, pronto para invadir a Celessíria, foi para Selêucia, próxima do Eufrates receber sua noiva virgem, filha de Mitrídates, trazida por Diognetus, almirante da Capadócia do Ponto.  Antíoco celebrou as núpcias com toda a pompa, em seguida, levou a esposa para Antioquia, proclamando-a rainha.
Uma outra filha, também chamada Laódice, se casou com Aqueu.